# Machin (filatelia)
La serie de Machin, o simplemente Machin es una colección de estampillas británicas con la efigie de la reina Isabel II sobre un grabado del autor homónimo Arnold Machin. Dado los poquísimos elementos de validación el uso de catálogos como Complete Deegam Machin es imprescindible, y se ha constituido en el estándar para compulsionar las series de Machin.

## Descripción

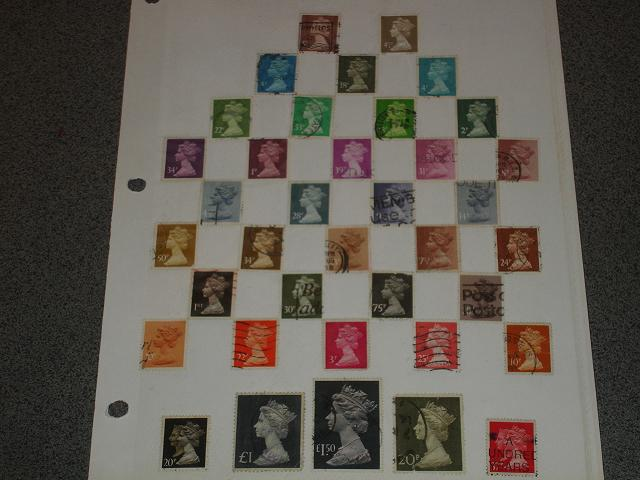
Sellos definitivos de UK.

Estos sellos muy parecidos entre sí poseen bandas de identificación a base de fósforo así por ejemplo el 3p ultramarino (incluyendo Irlanda del Norte, Escocia y Gales) posee dos bandas, otras poseen una central o a la izquierda del sello. Otras variaciones menores incluye la eliminación de la denominación "p" por ejemplo en Gales a mediados de 1997. La producción por grabado electrómecánico - por ejemplo del 38p ultramarino - permitió una mejor definición de la efigie de la Reina Isabel II. La perforación elíptica comienza a aparecer en 1993 y es un elemento de seguridad adicional.
Los métodos de litografía entregaban imágenes bastantes planas lo que se subsanó con los métodos de fotograbado, que se obtiene una imagen más vivida.

## Variantes regionales
Los Machin regionales son aquellos que llevan heráldica adicional por ejemplo Irlanda del Norte (mano roja del Ulster), Escocia (león), Gales (dragón galés) e Isla de Man (trinacia).
Los Machin de Isla de Man se diferencian por el trisquel en la parte superior.